# Tân Vũ Hiền
Tân Vũ Hiền (chữ Hán phồn thể: 辛武賢; chữ Hán giản thể: 辛武贤, ? – ?) là tướng lĩnh thời Tây Hán, người Địch Đạo quận Lũng Tây, thời Hán Tuyên Đế ông là thái thú quận Tửu Tuyền, sau bổ nhiệm làm Phá Khương tướng quân. Ông cùng con trai của Triệu Sung Quốc là Triệu Mão tiến đánh Tây Khương đại thắng lập công. Nhưng trong lòng vẫn muốn quay trở về nhậm chức thái thú quận Tửu Tuyền như xưa, ông bắt đầu căm giận Triệu Sung Quốc, bèn dâng thư tố cáo Triệu Mão tiết lộ việc cơ mật, triều đình sai người tra xét, Triệu Mão sợ tội nên tự sát. Bảy năm sau, Tân Vũ Hiền đến quận Đôn Hoàng chuẩn bị việc chinh phạt Ô Tôn, không may mắc bệnh qua đời, con trai Tân Khánh Kỵ cũng là một tướng soái trứ danh.